# Rovolon
Rovolon es una localidad y comune italiana de la provincia de Padua, región de Véneto, con 4.556 habitantes.

## Evolución demográfica
| Gráfica de evolución demográfica de Rovolon entre 1861 y 2001 |
|                                                               |
| Fuente ISTAT - elaboración gráfica de Wikipedia               |